# C4 (mixtape)
Pour les articles homonymes, voir C4.
Albums de Kendrick Lamar
Training Day
(2005) Kendrick Lamar
(2009)
C4 est la troisième mixtape de Kendrick Lamar, sortie le 30 janvier 2009.

## Liste des titres
Les dix-huit pistes de cet album sont :
| 1.    | Intro                                                             |                             | 0:22 |
| 2.    | Best Rapper Under 25                                              | Maestro                     | 3:15 |
| 3.    | Mr. Carter (Wayne)                                                | - DJ Infamous - Drew Correa | 4:12 |
| 4.    | A Milli                                                           | Bangladesh                  | 3:13 |
| 5.    | Bitch I'm in the Club                                             |                             | 2:38 |
| 6.    | West Coast Wu Tang (featuring Ab-Soul et Punch)                   |                             | 4:22 |
| 7.    | Phone Home (featuring Punch)                                      | Cool & Dre                  | 2:51 |
| 8.    | Compton Chemistry                                                 | Swizz Beatz                 | 2:22 |
| 9.    | Take Off Ur Pants (performé par Ab-Soul)                          | Robin Thicke                | 3:40 |
| 10.   | Shot Down (featuring Punch)                                       | D. Smith                    | 4:23 |
| 11.   | Play With Fire                                                    | StreetRunner                | 4:27 |
| 12.   | Friend of Mine                                                    |                             | 5:05 |
| 13.   | Still Hustlin (featuring Ab-Soul et Jay Rock)                     | David Banner                | 4:25 |
| 14.   | Welcome 2 the C4 (featuring Ab-Soul, Jay Rock, Schoolboy Q et BO) | The Alchemist               | 6:41 |
| 15.   | G Code                                                            | - Kanye West - Deezle (co.) | 4:01 |
| 16.   | Famous Pipe Game (featuring Ab-Soul)                              | Deezle                      | 3:10 |
| 17.   | Misunderstood (featuring Jay Rock)                                | - Rodnae - Mousa            | 4:44 |
| 18.   | Young & Black (bonus)                                             | Sounwave                    | 3:22 |
| 77:13 |                                                                   |                             |      |